# Idrissa
Idrissa ist als Variante des arabischen Namens Idris (arabisch إدريس, DMG Idrīs, bzw. im Maghreb Driss) ein überwiegend in Westafrika vorkommender männlicher Vorname.

## Namensträger

### Vorname
- Idrissa Arouna (* 1926), nigrischer Offizier, Politiker und Diplomat
- Idrissa Coulibaly (* 1987), malischer Fußballspieler
- Idrissa Dione (* 1929), kongolesisch-französischer Boxer
- Idrissa Doumbia (* 1998), ivorischer Fußballspieler
- Idrissa Akuna Elba (* 1972), britischer Schauspieler, Filmproduzent und Musiker
- Idrissa Gueye (* 1989), senegalesischer Fußballspieler
- Idrissa Laouali (* 1979), nigrischer Fußballspieler
- Idrissa Ouédraogo (1954–2018), burkinischer Filmemacher
- Idrissa Sanou (* 1977), burkinischer Sprinter
- Idrissa Seck (* 1959), senegalesischer Politiker
- Idrissa Touré (* 1998), deutscher Fußballspieler mit guineischen Wurzeln
- Idrissa Traoré (Fußballspieler, 1943) (1943–2023), burkinischer Fußballspieler und -trainer

### Zwischenname
- Abdoulaye Idrissa Maïga (* 1958), malischer Politiker
- Djibo Idrissa Ousseini (* 1998), nigrischer Leichtathlet
- Mamadou Idrissa Wade (* 1985), mauretanischer Fußballspieler

### Familienname
- Chaïbou Idrissa (* 1970), nigrischer Offizier
- Saïdou Idrissa (* 1985), nigrischer Fußballspieler